# Teoria da detecção
A teoria da detecção ou teoria da detecção de sinal é um meio de medir a capacidade de diferenciar entre padrões portadores de informação (chamados de estímulo em organismos vivos e sinal em máquinas) e padrões aleatórios que desviam a atenção das informações (chamados de ruído, consistindo em estímulos de fundo e atividade aleatória da máquina de detecção ou do sistema nervoso do operador). No campo da eletrônica, a separação de tais padrões de um fundo é chamada de recuperação de sinal (em inglês:  signal recovery).
De acordo com a teoria, há vários determinantes de como um sistema de detecção detectará um sinal e onde estarão seus níveis de limiar. A teoria pode explicar como a mudança do limite afetará a capacidade de discernimento, muitas vezes expondo o quão adaptado o sistema está à tarefa, propósito ou objetivo a que se destina. Quando o sistema de detecção é um ser humano, características como experiência, expectativas, estado fisiológico (por exemplo, fadiga) e outros fatores podem afetar o limite aplicado. Por exemplo, uma sentinela em tempo de guerra pode ser capaz de detectar estímulos mais fracos do que a mesma sentinela em tempo de paz devido a um critério inferior; no entanto, ela também pode ser mais propensa a tratar estímulos inócuos como uma ameaça.
Muito do trabalho inicial na teoria da detecção foi feito por pesquisadores de radar. Em 1954, a teoria foi totalmente desenvolvida no lado teórico, conforme descrito por Peterson, Birdsall e Fox e a base para a teoria psicológica foi feita por Wilson P. Tanner, David M. Green e John A. Swets, também em 1954. A teoria da detecção foi usada em 1966 por John A. Swets e David M. Green para a psicofísica.  Green e Swets criticaram os métodos tradicionais da psicofísica por sua incapacidade de discriminar entre a sensibilidade real dos sujeitos e seus (potenciais) vieses de resposta.
A teoria da detecção tem aplicações em muitos campos, como em diagnósticos de qualquer tipo, controle de qualidade, telecomunicações e psicologia. O conceito é semelhante à relação sinal-ruído usada nas ciências e às matrizes de confusão usadas na inteligência artificial. Também pode ser usado no gerenciamento de alarmes, onde é importante separar eventos importantes do ruído de fundo.

## Na psicologia
A teoria de detecção de sinais (TDS) é usada quando psicólogos desejam medir a maneira como tomamos decisões em condições de incerteza, como perceberíamos distâncias em condições de neblina ou durante a identificação de testemunhas oculares. A TDS assume que o tomador de decisão não é um receptor passivo de informações, mas um tomador de decisão ativo que faz julgamentos perceptivos difíceis em condições de incerteza. Em circunstâncias de neblina, somos forçados a decidir a que distância um objeto está, com base apenas no estímulo visual que é prejudicado pela neblina. Uma vez que o brilho do objeto, como um semáforo, é usado pelo cérebro para discriminar a distância de um objeto, e a névoa reduz o brilho dos objetos, percebemos que o objeto está muito mais longe do que realmente está (ver também teoria da decisão). De acordo com a teoria, durante a identificação de testemunhas oculares, as testemunhas baseiam sua decisão se um suspeito é o culpado ou não com base em seu nível de familiaridade com o suspeito.
Para aplicar a teoria de detecção de sinal a um conjunto de dados onde os estímulos estavam presentes ou ausentes, e o observador categorizou cada tentativa como tendo o estímulo presente ou ausente, as tentativas são classificadas em uma de quatro categorias:
|                   | Resposta "Ausente" | Resposta "Presente" |
| ----------------- | ------------------ | ------------------- |
| Estímulo Presente | Erro               | Acerto              |
| Estímulo Ausente  | Rejeição Correta   | Alarme Falso        |

Com base nas proporções desses tipos de tentativas, as estimativas numéricas de sensibilidade podem ser obtidas com estatísticas como o índice de sensibilidade d ' e A', e o viés de resposta pode ser estimado com estatísticas como c e β.

## Usos
A teoria de detecção de sinais tem ampla aplicação, tanto em humanos quanto em animais. Os tópicos incluem memória, características de estímulo de esquemas de reforço, etc.

### Sensibilidade ou discriminabilidade
Conceitualmente, a sensibilidade se refere a quão difícil ou fácil é detectar que um estímulo alvo está presente em eventos de fundo. Por exemplo, em um paradigma de memória de reconhecimento, ter mais tempo para estudar palavras que devem ser lembradas torna mais fácil reconhecer palavras vistas ou ouvidas anteriormente. Em contraste, ter que lembrar 30 palavras em vez de 5 torna a discriminação mais difícil. Uma das estatísticas mais comumente usadas para calcular a sensibilidade é o chamado índice de sensibilidade ou "d". Existem também medidas não paramétricas, como a área sob a curva ROC.

### Critério de Bayes
Em alguns casos, é muito mais importante responder adequadamente a H1 do que responder adequadamente a H2. Por exemplo, se um alarme disparar, indicando H1 (um bombardeiro que chega está carregando uma arma nuclear), é muito mais importante abater o bombardeiro se H1 = VERDADEIRO, do que evitar enviar um esquadrão de caça para inspecionar um falso alarme (ou seja, H1 = FALSO, H2 = VERDADEIRO) (assumindo um grande suprimento de esquadrões de caça). O critério de Bayes é uma abordagem adequada para tais casos.

### Modelos de distribuição normal
Das e Geisler estenderam os resultados da teoria de detecção de sinal para estímulos normalmente distribuídos e métodos derivados de calcular a taxa de erro e a matriz de confusão para observadores ideais e observadores não ideais para detectar e categorizar sinais normais univariados e multivariados de duas ou mais categorias.